# Ludwig Ernstsson
Ludwig Ernstsson (Växjö, 29 aprile 1972) è un allenatore di calcio ed ex calciatore svedese, di ruolo attaccante.

## Carriera

### Giocatore

#### Club
Ernstsson cominciò la carriera con la maglia dell'Öster, per poi passare ai norvegesi del Kongsvinger. Esordì nella Tippeligaen il 13 aprile 1997, quando subentrò a Pål Håpnes nel successo per 2-1 sul Lyn Oslo. Segnò la prima rete nella massima divisione norvegese il 4 maggio, nel pareggio per 2-2 contro il Rosenborg.
Terminata l'esperienza norvegese, firmò per gli austriaci dell'Austria Vienna. Tornò poi in patria, dove chiuse la carriera con la maglia dello Öster.

#### Allenatore
Nel 2010, fu allenatore dell'Öster per qualche mese.